# Ignacio Fernández Lobbe
Carlos Ignacio Fernández Lobbe (Buenos Aires, 20 novembre 1974) è un ex rugbista a 15 e allenatore di rugby a 15 argentino.

## Biografia
Entrò nel Liceo Naval Militar nel 1978 e con tale club trascorse tutta la trafila fino alla prima squadra, militando anche nel campionato dell'Unión de Rugby de Buenos Aires; ancora all'epoca nella militanza in tale formazione divenne internazionale per l'Argentina, esordendo durante un tour a Nepean (Canada) contro gli Stati Uniti.
Nel 1999 partecipò alla Coppa del mondo e l'anno seguente divenne professionista e fu ingaggiato in Francia dal Bordeaux; dopo solo una stagione si trasferì al Castres con il quale, al termine del suo primo anno, vinse l'European Shield (2003).
Prese parte alla Coppa del Mondo di rugby 2003 in Australia, poi nel 2004 si trasferì in Inghilterra in Guinness Premiership nelle file del Sale Sharks; con tale club si aggiudicò nel 2005 la Challenge Cup e, l'anno seguente, il titolo di campione inglese; fu poi selezionato per la Coppa del Mondo di rugby 2007 in Francia, la sua terza competizione mondiale consecutiva, in cui l'Argentina conseguì il terzo posto finale, il suo miglior risultato di sempre.
Dopo la Coppa del Mondo rimase in Inghilterra, ma al Northampton neopromosso in Premiership, aggiudicandosi un'altra Challenge Cup nel 2009; dopo un'ulteriore stagione al Bath, si è ritirato alla fine della stagione 2010-11.

## Palmarès

### Giocatore
- Premiership: 1
Sale Sharks: 2005-06
- Challenge Cup: 2
Sale Sharks: 2004-05
Northampton: 2008-09

### Allenatore
- Super Rugby Americas: 1
Jaguares: 2021